# Giacinto Mompiani
Giacinto Mompiani (Brescia, 18 gennaio 1785 – Leno, 29 dicembre 1855) è stato un educatore, patriota e filantropo italiano, noto soprattutto per l'istituzione della prima scuola per sordomuti e la prima scuola di mutuo insegnamento.
La sua memoria è affidata anche a questa iscrizione commemorativa:
A

GIACINTO MOMPIANI

CHE PRIMO IN BRESCIA

A CIVILTÀ E A SCIENZA EDUCO' I SORDOMUTI

PRIMO VI APERSE SCUOLA

DI MUTUO INSEGNAMENTO

INTESE INDEFESSO A MIGLIORARE LA SORTE

DEL VILLICO, DELL'INFERMO, DEL CARCERATO

FU DA L'ANNO 1820 UNO DEI PRIMI PROMOTORI

DELLA LIBERTÀ D'ITALIA

E NE SOSTENNE INTREPIDO

I PERICOLI E GLI AFFANNI

L'AUSTRIACA INQUISIZIONE E IL CARCERE